# Polarskogsblomfluga
Polarskogsblomfluga (Dasysyrphus nigricornis) är en tvåvingeart som först beskrevs av George Henry Verrall 1873.  Polarskogsblomfluga ingår i släktet skogsblomflugor, och familjen blomflugor. Arten är reproducerande i Sverige. Inga underarter finns listade i Catalogue of Life.